# Стање срца
Стање срца (енгл. Heart Condition) је филмска комедија из 1990. коју је режирао Џејмс Д. Париот. Главне улоге играју: Дензел Вошингтон и Боб Хоскинс.

## Радња
Полицајац из Лос Анђелеса Џек Муни је по уверењу расиста. Може се замислити његово незадовољство када, након опоравка од операције трансплантације, сазна да му је пресађено срце црнца. И то не само црнац, већ и Џеков лични непријатељ - адвокат који је убијен дан раније и био је повезан са подземним светом. И можете замислити Џеков бес када га црнац почне малтретирати чак и након његове смрти, појављујући се полицајцу као дух. Адвокат је ударио аутомобил и сада се детективу појављује у облику духа, што га приморава да истражи околности убиства адвоката.

## Улоге
| Глумац           | Улога          |
| ---------------- | -------------- |
| Боб Хоскинс      | Џек Муни       |
| Дензел Вошингтон | Наполеон Стоун |
| Клои Веб         | Кристал Герити |
| Роџер Е. Моузли  | капетан Вент   |
| Џанет Дубуа      | госпођа Стоун  |
| Реј Бејкер       | Хери Зара      |

## Зарада
- Зарада у САД - 4.134.992 $